# Quinta do Marquês de Abrantes
O Bairro edificado nos terrenos da Quinta do Marquês de Abrantes, em Chelas, Marvila, onde, nas décadas de 50 e 60, começaram a formar-se as primeiras barracas de pessoas vindas das Beiras e que trabalhavam maioritariamente, na Fábrica Nacional de Sabões, na Fábrica de Borracha, na Fábrica dos Fósforos e nos armazéns de vinhos de Abel Pereira da Fonseca.
O mesmo bairro de Barracas transformou-se num dos maiores aglomerados de barracas da zona oriental de Lisboa e viria a ser conhecido como o "Bairro Chinês", devido ao facto de se visualizarem em filmes da época, imagens de juncos e aldeamentos flutuantes das embocaduras dos rios chineses. Nos mesmos filmes, eram referenciadas enormes concentrações de casas de madeira distribuídas em estreitas e labirínticas ruelas, amontoadas de pessoas.
Existiu uma segunda versão para o nome do mesmo Bairro e que teve origem na eventualidade de o proprietário ou arrendatário de algum dos terrenos ter feições orientais.
Entre 1997 e 2000, foram realojadas famílias no Bairro do Marquês de Abrantes provenientes do Bairro Chinês.